# 大統領の陰謀
『大統領の陰謀』（だいとうりょうのいんぼう、英語：All the President's Men）は、1976年制作のアメリカ合衆国の映画。ウォーターゲート事件を調査したワシントン・ポストの二人のジャーナリストの手記『大統領の陰謀 ニクソンを追いつめた300日』を元にしたドラマ。
第49回アカデミー賞では8つのノミネーションを受け、4部門で受賞した（後述）。
原題は「オール・ザ・キングスメン」をもじったもの。

## ストーリー
1972年6月17日、首都ワシントンD.C.のウォーターゲートビルで働く警備員のフランク・ウィルズ（演：本人）が建物のドアに奇妙なテープが貼られていることに気付き、ワシントンD.C.首都警察に通報。民主党全国委員会本部オフィスに侵入していた5人組の男は不法侵入の罪で逮捕された。
入社してまだ日が浅いワシントン・ポスト紙の社会部記者ボブ・ウッドワード（演：ロバート・レッドフォード）は、社会部長のハワード・ローゼンフェルド（演：ジャック・ウォーデン）から、民主党本部における不法侵入事件の法廷取材を命じられる。窃盗目的で押し入ったと思われていた容疑者たちの所持金が多額であった事と、所持品の中に無線機や35ミリカメラ等不可思議な物が含まれていたためである。予審が行われている裁判所に赴いたウッドワードは、共和党系の弁護士が傍聴に来ていることに不自然さを覚える。さらに容疑者のうちの1人、ジェームズ・W・マッコード・ジュニアが、CIAの警備官だったことを告白したとき、ウッドワードはこの事件が単なる物盗りの侵入事件ではないことを直感し、踏み込んだ取材を開始する。
一方、先輩記者カール・バーンスタイン（演：ダスティン・ホフマン）もこの不法侵入事件に興味を抱いていた。彼はウッドワードの書いた原稿を焦点が甘いと指摘し、推敲してみせる。ウッドワードは反発しつつもバーンスタインの手腕を認めざるをえなかった。2人の熱意を感じたローゼンフェルドは、ベテランの政治部記者に任せるべきだと主張する編集局長のハワード・シモンズ（演：マーティン・バルサム）を説得し、2人を担当記者にする。
当初は政府機関の厚い壁に阻まれ五里霧中の状態であったが、ローゼンフェルド、サイモンズ、編集主幹のベン・ブラッドリー（演：ジェイソン・ロバーズ）等、社の幹部の叱咤を受けながら取材を進めていく内に、僅かながら現れ始めた情報提供者や以前からのウッドワードのニュースソースである謎の人物ディープ・スロート（演：ハル・ホルブルック）からの助言・示唆により、現大統領リチャード・M・ニクソン再選委員会の選挙資金の流れの不自然さに行き着く。それによって侵入事件の全貌が次第に明らかになってきた。
事実関係の調査を済ませた記者たちは事件を記事にする。情報提供者たちの証言の裏が取れない内は断固として掲載を認めなかったブラッドリーもついに掲載を許可。記事が掲載されると、主幹のブラッドリーとワシントン・ポスト紙はニクソン政権から名指しで非難と冷笑を浴びる。さらには情報提供者にも証言を翻され、2人の記者は窮地に立たされてしまう。世間・一般市民の事件へ反応も薄い。そんな中ブラッドリーは編集会議で、あくまでも2人の記者を後押しするよう、幹部たちに厳命する。
ウッドワードはディープ・スロートからCIA、FBIなど諜報・捜査機関がニクソン政権に牛耳られようとしており、2人の記者のみならずワシントン・ポストの幹部も監視下にあると警告を受ける。深夜、自宅に来て状況を伝える2人に対しブラッドリー主幹は、合衆国憲法修正第一条で保証されている“報道の自由”を、そして“この国の未来”を守る為あくまで戦う事を告げ、そして二度とヘマをするなとハッパをかける。
1973年1月20日、再選を果たし、就任式で宣誓するニクソン大統領のテレビ中継が流れる中、ウッドワードとバーンスタイン両記者の打つタイプライターの音がワシントン・ポストの編集局に響く。2人が火を付けたこの事件の報道が端緒となって世論を動かし、やがて大統領の側近や政府高官を含める事件関係者たちは次々と起訴され有罪となる。ニクソンは1974年8月9日に大統領を辞任。ジェラルド・フォードが第38代合衆国大統領に就任した。

## キャスト
| 役名                        | 俳優                       | 日本語吹替 |
| 役名                        | 俳優                       | TBS版 |
| --------------------------- | -------------------------- | --- |
| カール・バーンスタイン      | ダスティン・ホフマン       | 野沢那智 |
| ボブ・ウッドワード          | ロバート・レッドフォード   | 広川太一郎 |
| ハリー・M・ローゼンフェルド | ジャック・ウォーデン       | 雨森雅司 |
| ハワード・シモンズ          | マーティン・バルサム       | 緑川稔 |
| ディープ・スロート          | ハル・ホルブルック         | 寺島幹夫 |
| ベン・ブラッドリー          | ジェイソン・ロバーズ       | 小林清志 |
| ジュディ・ホバック          | ジェーン・アレクサンダー   | |
| デボラ・マリー・スローン    | メレディス・バクスター     | 弥永和子 |
| ダーディス                  | ネッド・ビーティ           | 兼本新吾 |
| ヒュー・スローン            | スティーヴン・コリンズ     | 小川真司 |
| サリー・エイキン            | ペニー・フューラー         | 弥永和子 |
| 外信部長スコット            | ジョン・マクマーティン     | 田原アルノ |
| ドナルド・セグレッティ      | ロバート・ウォルデン       | |
| フランク・ウィルズ          | フランク・ウィルズ（本人） | |
| ポール・リーパー            | F・マーリー・エイブラハム  | |
| ケイ・エディ                | リンゼイ・アン・クローズ   | |
| ヒュー・スローンの弁護士    | ジェームズ・カレン         | |
| 不明 その他                 |                            | 上田敏也 山田礼子 村松康雄 蟹江栄司 岡部政明 佐藤雅子 平林尚三 山崎勢津子 峰あつ子 田中幸四郎 安田隆 長堀芳夫 加川三起 作間功 山本敏之 |
|                             |                            | |
| 演出                        | 演出                       | 小林守夫 |
| 翻訳                        | 翻訳                       | 山田実 |
| 効果                        | 効果                       | 遠藤堯雄 桜井俊哉 |
| 調整                        | 調整                       | 平野富夫 |
| 制作                        | 制作                       | 東北新社 |
| 解説                        | 解説                       | 荻昌弘 |
| 初回放送                    | 初回放送                   | 1980年8月18日 『月曜ロードショー』 21:02-23:25                                                                                         |

※字幕翻訳：高瀬鎮夫（劇場公開用、ソフト用）

## 受賞とノミネート
| 賞                           | 部門       | 候補者                                                                                | 結果       |
| ---------------------------- | ---------- | ------------------------------------------------------------------------------------- | ---------- |
| アカデミー賞                 | 作品賞     | ウォルター・コブレンツ                                                                | ノミネート |
| アカデミー賞                 | 監督賞     | アラン・J・パクラ                                                                     | ノミネート |
| アカデミー賞                 | 助演男優賞 | ジェイソン・ロバーズ                                                                  | 受賞       |
| アカデミー賞                 | 助演女優賞 | ジェーン・アレクサンダー                                                              | ノミネート |
| アカデミー賞                 | 脚色賞     | ウィリアム・ゴールドマン                                                              | 受賞       |
| アカデミー賞                 | 録音賞     | ディック・アレクサンダー、レス・フレッショルツ、 アーサー・ピアンタドシ、ジム・ウェブ | 受賞       |
| アカデミー賞                 | 美術賞     | ジョージ・ジェンキンス (美術)、ジョージ・ゲインズ (装置)                              | 受賞       |
| アカデミー賞                 | 編集賞     | ロバート・L・ウォルフ                                                                 | ノミネート |
| ニューヨーク映画批評家協会賞 | 作品賞     | --                                                                                    | 受賞       |
| ニューヨーク映画批評家協会賞 | 監督賞     | アラン・J・パクラ                                                                     | 受賞       |
| ニューヨーク映画批評家協会賞 | 助演男優賞 | ジェイソン・ロバーズ                                                                  | 受賞       |

## 原作訳書
ボブ・ウッドワード、カール・バーンスタイン共著、常盤新平訳
- 『大統領の陰謀 ニクソンを追いつめた300日』立風書房 1974年（文春文庫 1980年、新版2005年、ハヤカワ文庫、2018年9月）